# Рудка (Вараський район)
Ру́дка — село в Україні, у Вараській міській громаді Вараського району Рівненської області. Населення становить 574 осіб.

## Походження назви
Перша згадка в історичних документах про село Рудка — 1638 рік. Сама назва села походить від слова «руда». Саме на територію де сьогодні знаходиться сучасне село, відправляли непокірних селян, для добування руди і металу. Виникло невелике поселення, яке пізніше отримало назву «Рудка».

## Історія
Господарство велося примітивним способом. Головним знаряддям для обробітку ґрунту був дерев'яний плуг і дерев'яна борона. Вирощували в основному жито, картоплю. Жито жали серпами, молотили у клунях ціпами. Сіяли також гречку, просо, овес. Мали сінокоси. Мали й вівці. Завдяки вівчарству було розвинуте кушнірство. Вдягалися селяни в домашній одяг, який виготовляли з лляного полотна. Ткали полотно на кроснах (ткацьких верстатах), а щоб забезпечити сім'ю одягом, сіяли льон і коноплі. Їх спочатку вимочували, потім терли, чесали, пряли нитки, а виткане полотно золили (вибілювали). Ця робота займала у жінок осінь і всю зиму. А чоловіки тим часом доглядали худобу, обмолочували збіжжя та заготовляли дрова. У вільний час із заготовленого навесні лика плели постоли. То було взуття для всієї сім'ї на всі пори року, (адже для того, щоб купити пару черевиків, треба було платити 5 злотих чи продати 250 кг зерна. За чоботи платили 10 злотих. Дорого коштували й сірники, цукор, мило. Щоб купити 10 кг цукру, треба було продати 140 кг жита, а 1 кг мила дорівнював 15 літрам молока. Сірники, як правило, розколювали надвоє. Курці (курили в основному тютюн), носили з собою кресало, губку, аби розпалити саморобну цигарку чи люльку). Всі меблі в хатах були саморобні. В основному це були дерев'яні ліжка з напханими сіном чи соломою матрацами. Попід стінами стояли лави, посеред хати — стіл, на стінах висіли дерев'яні мисники. Освітлювали житло лучиною, лише заможні мали гасові лампи. Зимовими вечорами молодь збиралася на вечорниці. Дівчата пряли, вишивали, в'язали. Вчились умінню хазяйнувати. Хлопці на вечорницях заводили нові знайомства, шукали собі пару. Свої особливості мало хатнє начиння. Наприклад, борошно, зерно зберігали в бочках, діжках. Для зберігання молока використовували глиняні гладишки. Масло збирали у дерев'яних масничках, куди вставлялась колотівка. При варінні їжі в печі використовували горщики та казани, яких діставали і засаджували рогачами та коцюбою. Обробляли їжу з допомогою товкача, макогона, макітри та копистки. Вживали їжу з глиняних мисок, кухлів, використовували дерев'яні ложки. Для прання служили ночви, прасували за допомогою качалки та рубля. Традиційними стравами були борщ, вареники, каша пшоняна та кутя, картопля, печена, варена (солонці), потовчена (токмачі). Варили кисіль, чай з різноманітних трав. У книзі «Історія міст і сіл УРСР. Ровенська область», що видана в 1973 році Головною редакцією Української Радянської Енциклопедії Академії наук УРСР знаходимо маленьку, але цікаву інформацію. У XVII ст. у Володимирці був поширений досить рідкісний ливарський промисел по виготовленню дзвонів, який постачався сировиною з села Рудка та навколишніх сіл. Рудня існувала до кінця XVII ст. Існує такий переказ: «За часів кріпацтва на території нашої місцевості проживав пан Бєльський, його іменем, очевидно, названо і село Більська Воля. На цього пана тяжко працювало багато кріпаків. Не всі хотіли миритися з тяжкою своєю долею, багато виступало проти пана. Цих бунтарів пан виселяв з села у виселок неподалік. Виселок був оточений болотами з рудими плямами. Плями — ознака того, що на дні боліт є залізна руда, яку добували кріпаки, які десятками гинули там. Звідси і назва виселка — Рудка»

## Населення
За переписом населення 2001 року в селі мешкала 541 особа. 100 % населення вказали своєї рідною мовою українську мову.

## Галерея

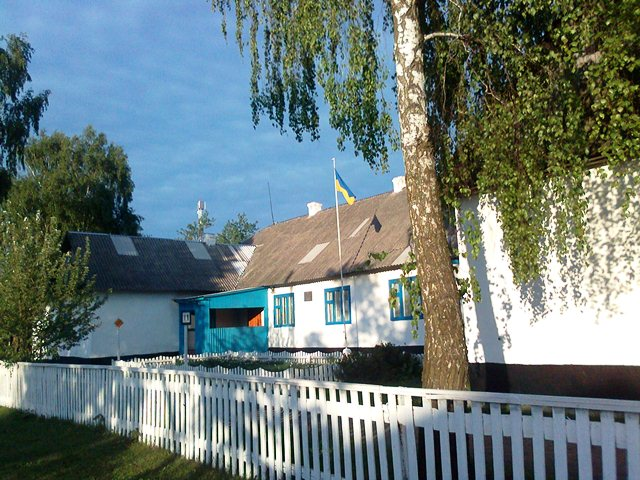
Рудківська ЗОШ, І-ІІ ступеня
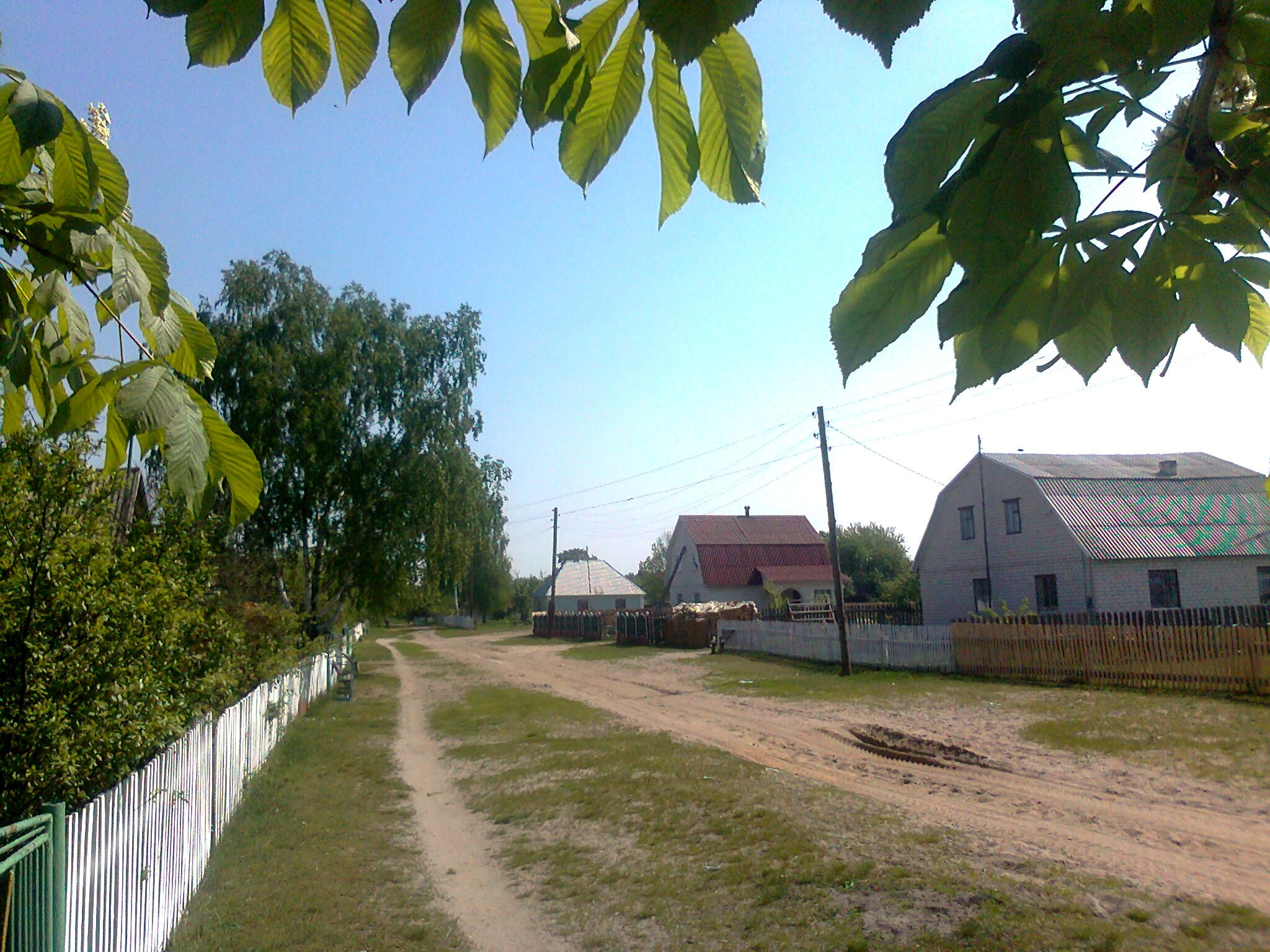
вул. Шкільна